# Harima, Hyōgo
Harima (播磨町 Harima-chō) là một thị trấn nằm ở Kako, Hyōgo, Nhật Bản. Thị trấn này có cùng tên với Harima, một trong những tỉnh cũ của Nhật Bản. Harima được biết đến như là làng Ae cho đến tháng 4 năm 1962. Tên "Harima" có nguồn gốc từ một khu vực rộng lớn ở phía tây nam tỉnh Hyōgo, thường được gọi là "quốc gia Harima" hoặc khu vực Banshū.

## Thống kê
Kể từ ngày 1 tháng 5 năm 2017, thị trấn có dân số ước tính là 34.590, với 14.668 hộ gia đình. The total area is 9,13 kilômét vuông (3,53 dặm vuông Anh). Khoảng 30% diện tích là đảo nhân tạo. Hòn đảo này là một phần của vùng công nghiệp ven biển East Harima. Nó cũng bao gồm một cảng lớn để vận chuyển quốc tế. Một số công ty lớn có nhà máy ở khu vực này. Hoa thị trấn là hoa cúc.
Harima hiện có hai mối quan hệ địa phương kết nghĩa
- Lima, Ohio, Hoa Kỳ, từ 16 tháng 3 năm 1999
- Hòa Bình, Thiên Tân, Trung Quốc, 25 tháng 3 năm 1993

## Điều lệ
Harima-chō là một ngôi làng cổ có nhiều lịch sử. Thị trấn của chúng tôi phát triển về quà tặng tự nhiên và nỗ lực tổ tiên. Chúng tôi thành lập điều lệ này để làm cho thị trấn của chúng tôi trở thành một quê hương yên bình và đáng giá hơn.
Chúng tôi trồng hoa và cây để làm thị trấn thịnh vượng.

Chúng tôi tôn trọng lẫn nhau và có cơ hội gặp gỡ nhau.

Chúng tôi thích làm việc và tạo ra những ngôi nhà hạnh phúc.

Chúng tôi đã quen thuộc với thể thao và chúng tôi vẫn giữ được hình dạng.

Chúng tôi nâng cao kiến thức và phát triển sự giàu có về văn hoá.

(Điều lệ thị trấn, ra đời 27 tháng 3 năm 1982)
Thêm vào đó, một bản cập nhật cho thuê được viết cho Harima vào ngày 28 tháng 4 năm 1989) Sau đây là bản dịch của văn bản.
Chúng ta đang sống trong thời kỳ lịch sử ngưỡng mộ và nguồn tài nguyên tự nhiên thuận lợi và chúng tôi hy vọng sẽ có một cuộc sống tốt đẹp với trái tim hạnh phúc. Tất cả chúng ta đều quan tâm đến cuộc sống và quyền lợi của nhau. Chúng ta cùng nhau học tập, và liên lạc với nhau như các đồng chí, và do đó mở rộng vòng tròn thông cảm của chúng ta. Bây giờ, chúng ta sẽ trở lại với những điều căn bản về sự tôn trọng của con người, và chúng tôi tuyên bố: "Chúng ta hãy sống cùng nhau ở Harima, một thị trấn những người thân thiện." Chúng tôi mong muốn làm cho một thị trấn tươi sáng nơi mọi người sống trong một gia đình hạnh phúc và chào đón thế kỷ 21 với niềm tự hào.
Tại Harima:
Chúng tôi sẽ nâng cao nhận thức về quyền con người và xóa bỏ mọi sự phân biệt.

Chúng tôi sẽ tiến bộ trong việc học và có được kiến thức để sống một cuộc sống bình thường.

Chúng ta sẽ làm sâu sắc hơn sự hiểu biết của chúng ta về nhau và tạo ra mối quan hệ ấm áp giữa con người.

## Di tích lịch sử Harima
- 'Làng cổ Onaka còn tồn tại  '(Khu di tích lịch sử quốc gia)
Trong Thời kỳ Yayoi, vị trí của sông Kakogawa chảy qua khu vực trung tâm của khu vực Harima đã làm cho khu vực thịnh vượng. Những di vật được tìm thấy giống với Văn hoá đá cổ. Các thôn làng Onaka đã được khám phá bởi ba thành viên của Câu lạc bộ Khảo cổ học Harima Junior High School vào tháng 6 năm 1962. Những tàn tích này nằm ở phía nam của một cao nguyên kỷ nguyên Pleistocene 13 mét (43 foot) trên mực nước biển, ở rìa phía đông của sông Kakogawa.[2]
Phần còn lại, bao gồm một 44.000 m2 (473.612 foot vuông) địa điểm cư trú, là đặc điểm của thời Trung Yayoi đến giữa năm

```
Thời kỳ Kofun
 (khoảng 200-400 AD) Việc khai quật địa điểm cũng cho thấy tấm gương vỡ phục hồi thương mại sớm giữa Trung Quốc và Nhật Bản. Trang web này cung cấp thông tin quan trọng về sự hình thành sớm của cấu trúc xã hội và cộng đồng Nhật Bản.
```

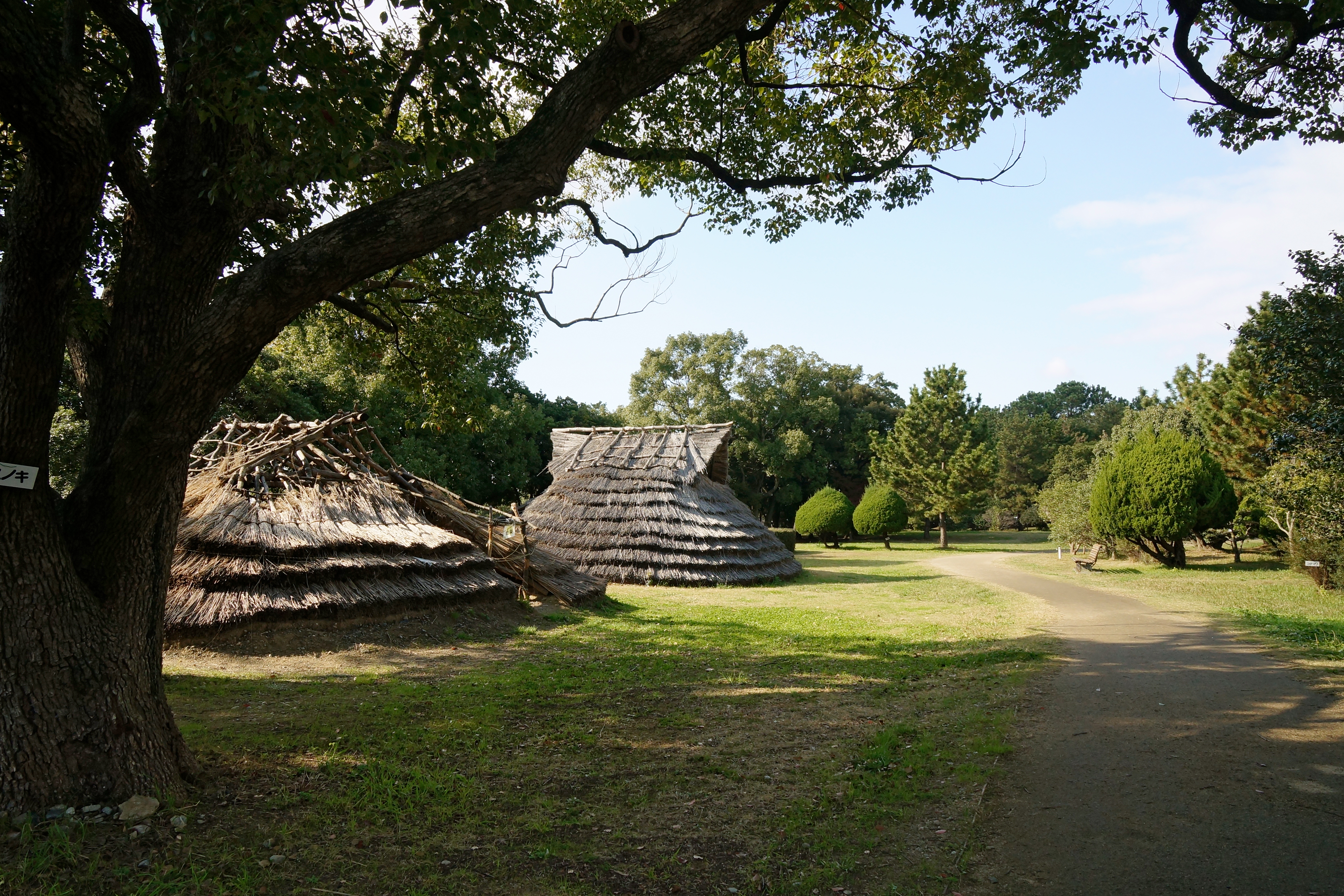
Khu làng Cổ Onaka

- 'Naikōkamon Kyōhen (mảnh gương)  '(Tài sản văn hoá được chỉ định của thị trấn)
Chiếc gương đã được khai quật từ khu cư trú lâu đời Onaka Ancient Village Remains. Chiếc gương được cho là đã được thực hiện vào cuối thời Thời kỳ Kofun ở Trung Quốc. Gương là 2,5 cm (1,0 in) chiều rộng, và sẽ có hình dạng hoàn hảo21,2 cm (8,3 in) nếu được khôi phục hoàn toàn. Nó đã được cố ý phân chia và tạo thành một mặt phẳng, với hai lỗ khoan treo. Đây là một mẫu khảo cổ có giá trị cao.
- 'Tượng ngồi của Yakushi-nyōrai  '(tài sản văn hoá được chỉ định của thị trấn)
Tượng này phục vụ như một trong những pho tượng lâu đời và quý giá nhất của Đức Phật. Nó là của một khối xây dựng kết hợp chiều cao, trên một draping-robe phong cách bệ. Tượng của nhà nguyện rất đơn giản và các chạm khắc cạn cho nó sang trọng. Một phần của khuôn mặt của bức tượng, cánh tay phải, và nắp thuốc trong tay trái của nó có dấu hiệu từ những sửa chữa trong quá khứ. Nó được cho là đã được xây dựng vào cuối Thời kỳ Heian.
- 'Đền Enman-ji Shaka-juryoku-zenshizō  '(Tài sản văn hoá được chỉ định của thị trấn)
Đền Enman-ji có hình ảnh của Đức Phật hai bên là bồ tát ở giữa có mười sáu vệ sĩ (thần). Nó được sơn trên một màn hình lụa với một lời thề và được ghi vào năm 1395. Một phục hồi diễn ra vào năm 1465. Cũng có một phục hồi của một epiphany năm 1680 trên mặt sau của lụa. Nó có hình tượng chính của Đức Phật từ ba ngôi làng cũ, Imazato, Iwamitsu, và Futago. Nó có giá trị cho khả năng của nó để cho thấy làm thế nào mọi người tin vào các vị thần trong thế kỷ 14.

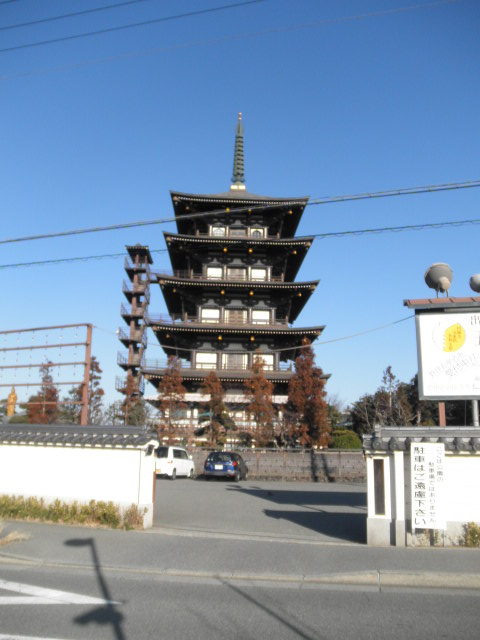
Một ngôi chùa năm tầng được xây dựng trong đền Enman

- Đền Renge-ji "Raihan"  (Tài sản văn hoá được chỉ định của thị trấn)
Các "Raihan" là một nền tảng nhỏ gọn mà trên đó các linh mục trưởng của đền thờ Phật ngồi để thờ phượng. Một bản ghi cũ đã được để lại bên trong nền tảng được viết bằng mực in của Ấn Độ kể về lịch sử của "Raihan". Nó cũng bao gồm một bản mô tả về vợ của Ikeda Terumasa, đám tang lớn của Tokuhime để gặp cha cô, Ieyasu Tokugawa, vị tướng đầu tiên của Thời đại Tokugawa. Kỷ lục này cung cấp cái nhìn sâu sắc về đời sống xã hội trong giai đoạn Tokugawa.
- 'Nhật ký xem mặt trăng: hồ sơ để xem mặt trăng trong Thời kỳ Edo  '(tài sản văn hoá được chỉ định của thị trấn)
Ba cuốn nhật ký này được truyền lại trong cộng đồng Kawabata ở làng Nozoe được lưu giữ hàng năm mà không bị gián đoạn khoảng 150 năm bắt đầu từ năm 1720. Họ đưa ra những nhận xét chung về cuộc sống trong cộng đồng. Các cuốn nhật ký này là xác thực, và cung cấp hồ sơ lịch sử có giá trị để nghiên cứu khía cạnh xã hội học của người dân thời đó.
- 'Ae Shrine  '(Tài sản Văn hoá được chỉ định của tỉnh)
Cấu trúc ngôi chùa chính bao gồm hai cột trụ ở phía trước, chạy phía bắc và nam, và một mái vòm. Các cạnh trước của tòa nhà được kết nối với các cầu hành lang. Kiến trúc kiểu kiến trúc này dành cho các tòa nhà chính được kết nối với nhau bởi các cây cầu hiếm khi được nhìn thấy ở những nơi khác. Tính năng độc đáo này dẫn đến trạng thái Tài sản Văn phòng được Chỉ định của Tỉnh.
- 'Ae đền thờ cây long não ở Futago  '(tài sản văn hoá thị trấn được chỉ định)
Cây long não này được cho là đã được trồng khi ngôi đền Ae Futago được thành lập vào năm 1688, và được thờ cúng như là một cây thánh giá cho đến ngày nay. Cây 300 năm tuổi này là lâu đời nhất trong thị trấn. Nó có chiều cao 16 m và chu vi 5 m.
- 'Cây long não của Trường Tiểu học Harima  '(Tài sản văn hoá được chỉ định của thị trấn)
Cây tưởng niệm cây này đã được trồng vào năm 1900 là một trong tám cây camphor để kỷ niệm sự chuyển trường của Trường Tiểu học Harima, trước đây được đặt tên là Trường Tiểu học Ae, đến vị trí hiện tại của nó. Để mở rộng sân chơi trường học, những cây khác bị chặt hạ. Cây duy nhất còn lại, trên 100 tuổi, cây cao 12 m và chu vi là 2,9 m.
- 'Tượng đài Hokyoin  '(Tài sản văn hoá được chỉ định của thị trấn)
Bức tượng này được làm bằng đá granit và cao 157 cm từ nền tảng đá của nó. Sự xói mòn của di tích theo thời gian và các yếu tố đã làm cho nó không thể đọc được những dòng khắc trên đá. Tuy nhiên, dựa trên kỹ thuật chạm khắc, nó được cho là đã được xây dựng vào đầu thời Muromachi. Đây chỉ là một trong số ít ví dụ về công việc bằng đá được tìm thấy ở Harima.
- Mặt đất chôn cất Atagozuka  (Tài sản văn hoá được chỉ định của địa phương)
Vùng chôn lát duy nhất quanh Harima với một cái hào. Nó được xây dựng vào giữa thế kỷ Kofun, và được mọi người tôn thờ là "Atago-san" từ thời cổ đại. Tên của nó xuất phát từ ngôi đền trên đỉnh của phần mộ mà Atago Bồ Tát được trang trí. Các căn cứ là 22 nhân 23 mét (72 nhân 75 foot). Đỉnh cao 15,3 m (50,2 ft) so với mực nước biển và điểm thấp nhất là 13,1 m (43,0 ft) so với mực nước biển. Nó cao 2,2 m (7 ft 2,6 in) với một đường hào rộng 4,5 m (14,8 ft).
- 'Rishu Woodcut Sutra  '(tài sản văn hoá được chỉ định của thị trấn)
Rishu Woodcut Sutra là một bộ bốn nét vẽ Rishu hai mặt ghi tên năm của Benmei 19 (1487) và lịch sử Phật giáo. Các chữ cái được khắc trên mỗi tấm thạch anh dày. Văn bản Phật giáo độc đáo, nhưng bí truyền, có nghĩa là dẫn đến sự giác ngộ được khắc trên Rishu. Một bản tóm tắt về lịch sử Muryojuin từ thời cổ đại đến năm 1487 đã được đưa vào lịch sử. Những nét vẽ này là một công cụ nghiên cứu có giá trị trong nghiên cứu về lịch sử Phật giáo trong thời kỳ phong kiến ở Nhật Bản.
- Con đường thủy Shinyu do Denbei Imazato xây dựng 
Trong những năm trước khi xây dựng đường thủy trong Myōreki 1 (1655), người dân bị thiếu nước. Điều này là do các ao nhỏ và giếng nước nhỏ cung cấp nguồn nước chính cho tưới tiêu lúa. Không có mưa trước mùa trồng lúa của [Jōō (thời Edo)| Shōō] 3 (1654). Một đợt thời tiết khô hạn kéo dài vào tháng 8 đã không thu hoạch được hạt lúa cho vụ mùa tương lai. Denbei Imazato, sau đó là lãnh đạo của khu vực Komiya, gọi là trưởng của 23 làng với nhau. Sau khi thỏa thuận, ông đã giúp lập kế hoạch xây dựng một kênh kiểm soát lũ từ Saijo Hiramatsu Gokanoi Sluice (ngày nay là Kakogawa) đến Okie Komiya. Denbei sau đó trình bày kế hoạch cho chủ của miền và nhận được sự cho phép để bắt đầu xây dựng. Dự án bắt đầu vào năm 1655 và hoàn thành vào tháng 3 năm 1656. Tổng chiều dài của tuyến đường thủy là 13 km (8 mi), và 164.000 công nhân đã được sử dụng trong xây dựng. Hệ thống thủy lợi được cải thiện cho phép nước tiếp cận một số 6 kilômét vuông (2 dặm vuông Anh) diện tích thực địa. Nó đã được phát triển bằng cách sử dụng Gokanoi Sluice, một loại hệ thống thủy lợi cổ xưa, và sau đó nó được đặt tên là Đường thủy Shinyu.

## Văn hoá dân gian
- The Shishimai của Komiya Lion Dance  '(Tài sản văn hoá dân gian vô danh được chỉ định)
Múa lân - sư - rồng được thực hiện với hai người. Đây là một nghi thức thờ cúng thần tượng Enoki Enoki Daimyojin từ thời Kan'ei. Nó sử dụng âm nhạc Taijin. Vào ngày 23 tháng 9 Âm lịch được thực hiện. Hai ví dụ điển hình là các điệu nhảy 'Botan' và 'Shiokumi'.

## Cơ sở vật chất văn hoá

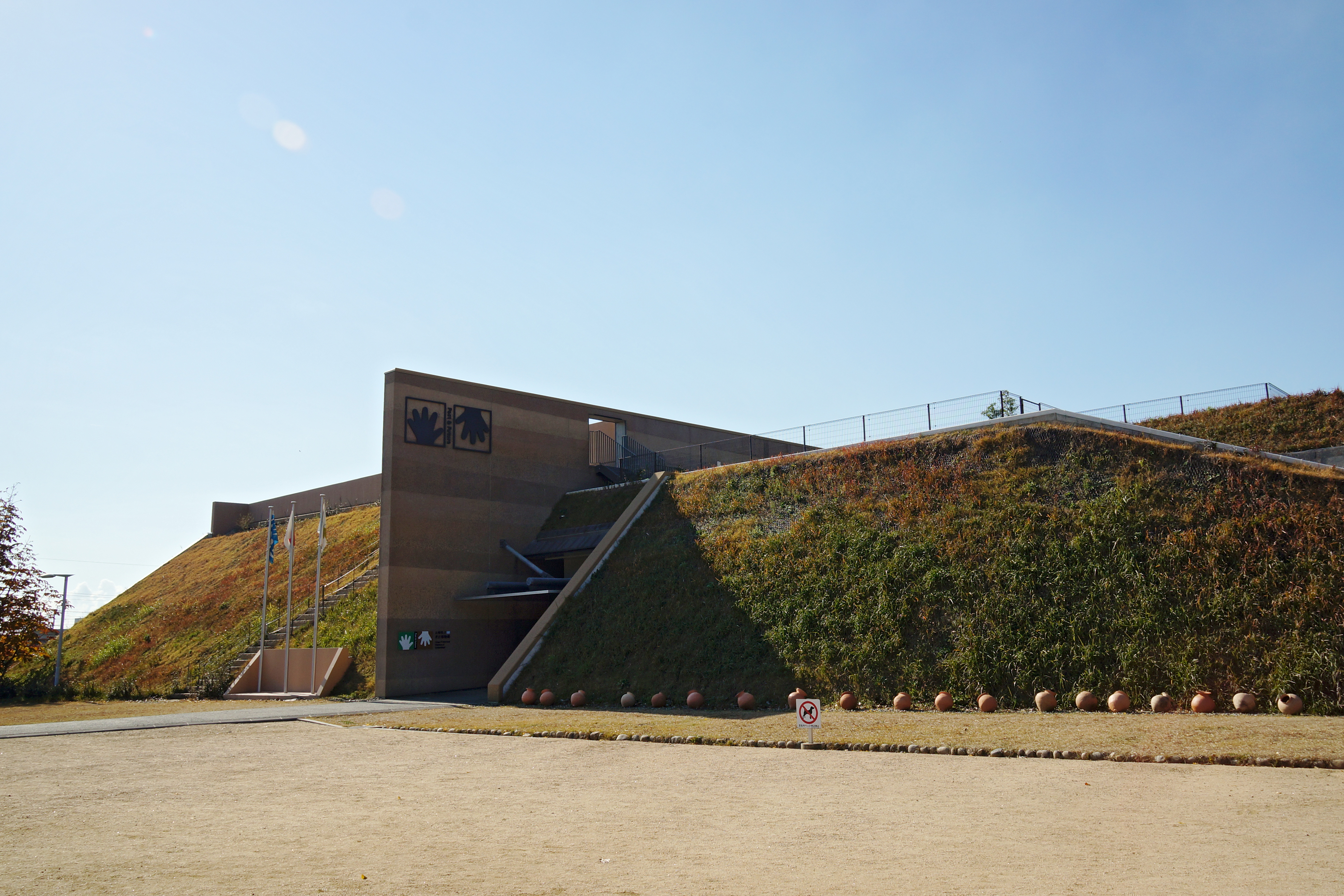
Bảo tàng Khảo cổ Prefectural tỉnh Hyogo ở Harima

- Bảo tàng Vật liệu Khảo cổ học Harima  '
Bảo tàng này trưng bày các tài liệu khảo cổ được khai quật ở khu khảo cổ Onaka. Các cuộc triển lãm, bài giảng và lớp học đặc biệt được cung cấp cho du khách để trải nghiệm các truyền thống và phương pháp cổ xưa.

- Thư viện Harima 
Thư viện có một bộ sưu tập khoảng 120.000 cuốn sách. Thư viện cũng cung cấp dịch vụ tham khảo, các cuộc hội họp kể chuyện, các bài giảng về văn học và các lớp nghề thủ công.

## Các trường công lập
Trường trung học Hyogo Premix Harima-Minami

## Những người nổi tiếng từ Harima
- Joseph Hiko-Cha của nhật báo Nhật Bản 
Joseph "Hikotaro" Hiko (1837-1897), Joseph Heco, sinh ra ở Komiya, Harima. Ông đã được giải cứu ở tuổi 13, vào năm 1850 từ một vụ đắm tàu trên Eiriki-maru. Sau đó anh ta được một thương gia Mỹ đưa đến Mỹ. Ông là người Nhật đầu tiên được nhập quốc tịch như là một công dân Hoa Kỳ vào năm 1858. Ngài đã được rửa tội như một Kitô hữu và đã chọn tên là Joseph Hiko. Ông là một công cụ thông dịch trong việc thành lập "Hiệp ước Hữu nghị" giữa Nhật Bản và Hoa Kỳ. Ông cũng đã giúp gửi các phái đoàn từ Nhật Bản sang Tokugawa.
Ngoài ra, ông đã công bố nhật báo Nhật Bản đầu tiên, Kaigai Shinbun, năm 1864. Nó chứa tin tức về thế giới và một cái nhìn tổng quan ngắn về lịch sử nước Mỹ. Biệt hiệu của Hiko là "Cha của Báo Nhật Bản" là kết quả của thành tựu này.
Hiko đã gặp Tổng thống Hoa Kỳ Lincoln vào năm 1861, và đến thời kỳ đó đã biết đến nền dân chủ. Ông cũng đã gặp Tổng thống Franklin Pierce. Ông đã có một sự nghiệp lâu dài và thành công như là một chính khách, đại lý thương mại và dịch giả. Anh ta đã tới Harima ba lần, và đặt một bia mộ cho cha mẹ. Tombstone này được đặt tại đền Rengeji ở Honjo. Bây giờ nó thường được gọi là "Tombstone với chữ cái châu Âu."
Hiko có mối liên hệ mật thiết với quê hương Nhật Bản. Nhiều người Nhật Bản không hài lòng với những ảnh hưởng bên ngoài nước ngoài mới của thế giới vào Nhật Bản. Anh ta bị chôn tại Aoyama, Tokyo ở khu vực nước ngoài của nghĩa trang, vì anh ta là một công dân Hoa Kỳ. Tuy nhiên, ông đã trở thành một nhân vật nổi tiếng ở Harima trong những năm gần đây.
- Masaki Sumitani (H.G.) — Diễn viên hài Nhật Bản, diễn viên tài năng
Masaki Sumitani sinh ngày 18 tháng 12 năm 1975 tại Harima. Anh ấy là sinh viên của Trường trung học Harima, và sau đó học tại trường trung học Kakogawa Higashi High School. Tên sân khấu của anh ấy là Razor Ramon HG, nhưng thường được gọi là H.G. (Hard Gay). Anh xuất hiện trên nhiều chương trình truyền hình Nhật Bản.

## Hiệp hội Hữu nghị Quốc tế Harima
Hiệp hội Hữu nghị Quốc tế Harima (HIFA) duy trì mối quan hệ giữa chị em với thành phố Lima, Ohio ở Hoa Kỳ và Hòa Bình, Thiên Tân ở Trung Quốc. Các hoạt động bao gồm trao đổi văn hoá hàng năm giữa người dân Harima và các đối tác thành phố-chị gái của họ.